# Atractocoma nivosa
Atractocoma nivosa là một loài ruồi trong họ Asilidae. Atractocoma nivosa được Artigas miêu tả năm 1970. Loài này phân bố ở vùng Tân nhiệt đới.